# جاده ای۱۴۳
جاده ای۱۴۳ (به انگلیسی: A143 road) یکی از جاده‌های کشور انگلستان است.
این جاده از شهرک گریت یارموث در شهرستان نورفک شروع و در شهرک هاورهیل در شهرستان سافک به پایان می‌رسد، طول این جاده ۱۱۷ کیلومتر است.